# Catostomus bernardini
Catostomus bernardini är en fiskart som beskrevs av Girard, 1856. Catostomus bernardini ingår i släktet Catostomus och familjen Catostomidae. IUCN kategoriserar arten globalt som sårbar. Inga underarter finns listade i Catalogue of Life.